# Antoine Dresse
Antoine Dresse, né le 1er août 1902 à Liège et mort le 13 février 1998 dans la même ville, est un militant et dirigeant d'organisations pour les sourds belge. Il est le premier secrétaire-trésorier général du Comité international des sports silencieux (CISS) de 1924 à 1967 et le président de la Fédération royale sportive des sourds de Belgique entre 1930 et 1980.

## Biographie

### Jeunesse
Issu d'une famille de banquiers et d'industriels de Liège, Antoine est le fils et le deuxième enfant de Robert Dresse et Mariette Ancion, tous les deux sourds et parents de trois enfants eux-mêmes sourds profonds. Robert Dresse (1869-1951) est président de la Société royale de secours mutuels des sourds de Liège de 1900 à 1941 et a organisé trois congrès internationaux pour l'amélioration du sort des sourds-muets en 1904, 1924 et 1939. Son fils Antoine est secrétaire général pour ces deux derniers congrès.
Pendant la Première Guerre mondiale, la famille Dresse est d'abord réfugiée à Folkestone puis à Paris. À l'adolescence, Antoine développe déjà ses talents de scribe, notamment en remplissant six remarquables cahiers de mémoires de guerre 14-18.  

### Formation et activité professionnelle
Revenu à Liège après la libération de la Belgique, il termine ses études puis, en octobre 1922, il est admis à suivre, comme élève libre, les cours de licence des sciences agronomiques à l'université catholique de Louvain et deux ans plus tard, en octobre 1924, il obtient le diplôme d’ingénieur agronome. Il est le premier sourd belge à obtenir un diplôme universitaire. Il effectue un stage d'un an aux services de José Nihoul, sénateur et ingénieur agronome pour l'exploitation agricole du domaine de la Bosquée en Hesbaye. Ce stage lui fait perdre ses motivations d’être ingénieur, malgré le diplôme obtenu.  
En octobre 1924, il est inscrit à l'école Pigier où il obtient un diplôme de comptable, deux ans après. Entré le 1er octobre 1926 comme comptable au Comptoir liégeois de change et d'émission fondé par son grand-père Armand Dresse, il est nommé commissaire en septembre 1965, poste qu'il occupe jusqu'en 1977, date à laquelle il totalise 51 ans d'activité professionnelle.

### Vie familiale
Le 12 juin 1928, Antoine se marie à l'église Saint-Denis-de-l'Estrée à Saint-Denis, avec une française sourde, Gabrielle Villière à Paris. Le couple a trois enfants et neuf petits-enfants.

### Activités associatives
En septembre 1920, Antoine Dresse entre comme membre de la Société royale de secours mutuels des sourds de Liège dont il est secrétaire général de 1930 à 1971.
En 1964, il préside le comité d'organisation du colloque international des sourds qui se tient au palais des congrès de Liège à l'occasion du centenaire de la Société royale de secours mutuels des sourds de la province de Liège.

### Activités sportives
Antoine Dresse rencontre Émile Cornet, un peintre et sculpteur sourd, président fondateur de l'Union sportive silencieuse liégeoise, premier club sportif du genre en Belgique, créé en 1919.  
Deux ans plus tard, les deux hommes créent la Fédération royale sportive des sourds de Belgique dont Antoine est secrétaire général de 1923 à 1930 puis, président de 1930 à 1980. 
Antoine Dresse participe aux premiers Deaflympics d'été en 1924 à Paris où il remporte deux médailles de bronze au tennis. Présent aux quatre éditions suivantes, en 1928, 1931, 1935 et 1939, il reçoit au total neuf médailles au tennis et en athlétisme.  
Le 16 août 1924, Eugène Rubens-Alcais, Antoine Dresse et d'autres sourds créent le Comité international des sports silencieux, qui deviendra plus tard le Comité international des sports des sourds. Il en est le premier secrétaire-trésorier général jusqu'en 1967.
Du 14 au 19 août 1953, il assume les fonctions de vice-président du comité d'organisation des VIIe Jeux internationaux silencieux qui ont lieu sous le haut patronage de Sa Majesté le roi Baudouin au stade du Heysel avec, comme président, Franck Mattys, inspecteur principal du ministère de la Santé publique et, comme secrétaire interprète, R. Lonnoy, directeur de l'Institut provincial des handicapés de l'ouïe du Brabant (IPHOV).

### Postérité
Antoine Dresse représentait les aspirations de la communauté sourde en Belgique et dans le monde. En son honneur, la coupe Dresse est créée pour les épreuves de tennis masculin aux Deaflympics.

## Palmarès

### Deaflympics
- Deaflympics d'été de 1924
  -  Médaille de bronze sur l'épreuve du Tennis simple.
  -  Médaille de bronze sur l'épreuve du Tennis double.
- Deaflympics d'été de 1928
  -  Médaille de bronze sur l'épreuve du 400 mètres.
- Deaflympics d'été de 1931
  -  Médaille d'or sur l'épreuve du Tennis double mixte.
  -  Médaille de bronze sur l'épreuve du Tennis simple.
  -  Médaille de bronze sur l'épreuve du Tennis double.
- Deaflympics d'été de 1935
  -  Médaille d'argent sur l'épreuve du Tennis double mixte.
  -  Médaille de bronze sur l'épreuve du Tennis double.
- Deaflympics d'été de 1939
  -  Médaille de bronze sur l'épreuve du Tennis double mixte.

## Distinctions et récompenses
- Croix de chevalier de l'ordre de Léopold II
- Croix de chevalier de l'ordre de la Couronne.

- Médaille d'or de l'éducation physique et des sports décernée par la République française en 1948.
- Médaille d'honneur en or des Deaflympics en 1949[5]
- Médaille d'or du Mérite sportif en 1957
- Diplôme d'honneur de l'université Gallaudet[6] en 1971

- Membre honoraire à vie du Comité international des sports des sourds à partir de 1973[7].